# Concatedral de la Natividad de la Santísima Virgen María (Ascoli Satriano)
La Concatedral de la Natividad de la Santísima Virgen María o simplemente Catedral de Ascoli Satriano (en italiano: Concattedrale della Natività della Beata V. Maria) Es el nombre que recibe un templo de la Iglesia católica en Ascoli Satriano, que constituye la concatedral de la diócesis de Cerignola-Ascoli Satriano en Italia.

La actual catedral de Ascoli Satriano fue construido en la segunda mitad del siglo XIII por los Hermanos Menores Conventuales, que la dedicaron a San Francisco, con su monasterio adyacente. Con la bula de 24 de septiembre de 1455 el Papa Calixto III elevó la iglesia franciscana al estatus de catedral diocesana, en lugar de la anterior, dedicada a Santa María, que fue destruida por un terremoto. La nueva catedral fue ampliada y restaurada durante el siglo XVII y consagrada el 3 de junio de 1709. Durante el siglo XVIII, la iglesia sufrió nuevas restauraciones y se incorporaron adornos (como la capilla de San José y el baptisterio). Finalmente fue completamente reconstruida después del terremoto de 1871 que la redujo a escombros.

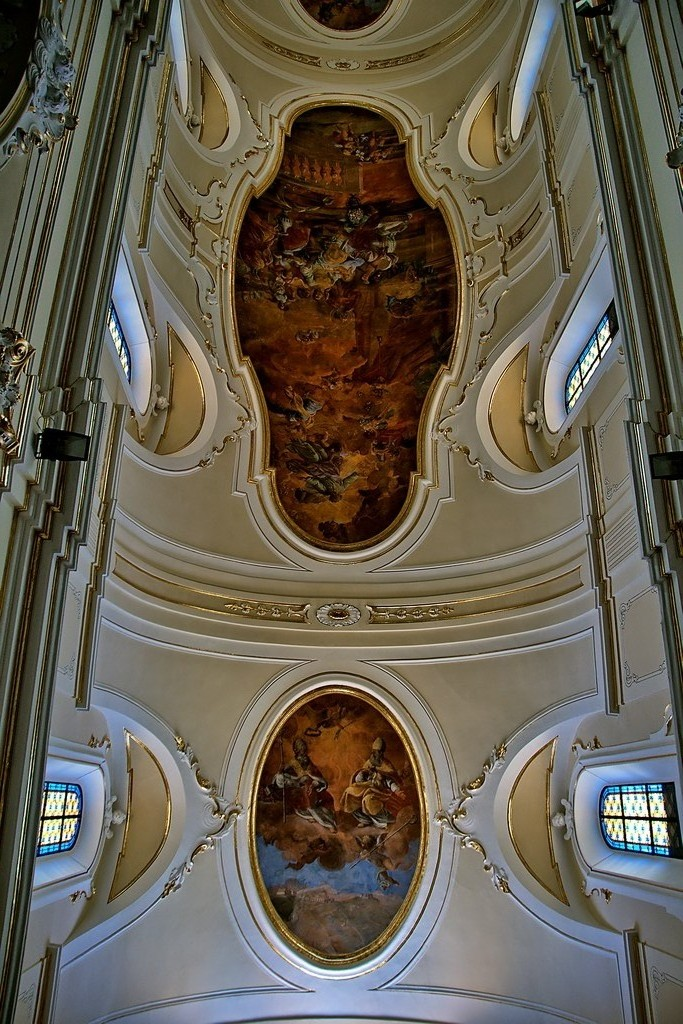
Vista interna